# 居民死亡确认书
居民死亡确认书是中華人民共和國一種死亡證明，由衛生、公安部門聯合管理開具。

## 要件
- 医院內死亡的提供診斷書
- 医院外死亡的提供居住地派出所情况调查资料
- 死者身份证
- 户口簿
- 办理人员居民身份证